# 1833 год в истории железнодорожного транспорта
1833 год в истории железнодорожного транспорта

## События
- 6 июня Эндрю Джексон первым из американских президентов проехал по железной дороге из Элликот Сити в Балтимор.
- В Великобритании основана Большая западная железная дорога.
- В США открыта для движения железная дорога Petersburg Railroad.

## Персоны

### Скончались
- Александр Фридрих Карл фон Вюртембергский — герцог, генерал от кавалерии, генерал-губернатор Белоруссии. С 1822 года начальник главного управления путей сообщения.
- Ричард Тревитик (13 апреля 1771 — 22 апреля 1833) — изобретатель первого в мире паровоза